# Седракян, Маркар Седракович
Марка́р Седра́кович Седракя́н (арм. Մարգար Սեդրակի Սեդրակյան, 31 марта 1907, село Хараконис, Арчакский район, Ванский вилайет, Западная Армения, Османская империя (ныне село Карагюндюз, район Ипекйолу, ил Ван, Турция)) — 1 октября 1973, Ереван, Армянская ССР, СССР) — советский специалист коньячного производства, заслуженный инженер Армянской ССР (1961), Герой Социалистического Труда (26.04.1971). Создатель многих известных марок армянского коньяка.
Благодаря Маркару Седракяну в Армении для расширения масштабов коньячного дела были освоены новые территории под отборные сорта сырьевого винограда, окреп и вырос коньячный завод. Его рецептура заставила весь мир признать, что армянский коньяк — достойный конкурент французскому.

## Биография
Ребёнком пережил геноцид армян в Османской империи, жертвой которого пали родители и члены семьи Маркара Седракяна. Начальное образование получил в детском доме. В 1930 году окончил Ереванский сельскохозяйственный институт.
С 1927 года работал над созданием новых видов армянского коньяка, принесших этому производству мировую славу. С 1935 года — член Центральной дегустационной комиссии СССР. С 1940 года — главный инженер-технолог Ереванского коньячного завода. 
С первых дней Великой Отечественной войны был призван в армию. С марта 1942 года в составе 47-й армии участвовал в оборонительных боях на Керченском направлении и в ходе уличных боёв в городе Керчь 17 мая 1942 года получил осколочное ранение левой ноги. После излечения в госпитале в июле 1942 года был комиссован из армии и вернулся в Ереван работать на прежнее место.
В 1940—1948 годах преподавал в Ереванском сельскохозяйственном институте.
Маркар Седракян — основатель новой технологии изготовления коньяков не только в Армении, но и в СССР.
Создал коньяки:
- «Юбилейный» (первый коньяк высшего качества в СССР), 1937 год,
- «Отборный», 1939 год,
- «Армения», 1940 год,
- «Арташат», 1941 год,
- «Двин», 1942 год,
- «Ереван», 1947 год,
- «Одесса», 1948 год,
- «Украина», 1949 год,
- «Арарат», 1955 год,
- «Праздничный», 1957 год,
- «40 лет», 1957 год,
- «Ахтамар», 1967 год,
- «Наири», 1967 год,
- «50 лет», 1967 год,

## Награды
Коньяки, созданные Седракяном, неоднократно удостаивались золотых медалей на всесоюзных и мировых конкурсах коньяков.
В 1966 году Седракяну было присвоено почётное звание «Высочайший мастер изготовления коньяка». Также награждён высшим отличием французского коньячного дома «Камю» — большой серебряной медалью «Рыцарь дегустации» (1972).
Указом Президиума Верховного Совета СССР от 26 апреля 1971 года «за выдающиеся успехи, достигнутые в выполнении заданий пятилетнего плана по развитию пищевой промышленности» удостоен звания Героя Социалистического Труда с вручением ордена Ленина и золотой медали «Серп и Молот».
Кавалер орденов Ленина (26.04.1971), Трудового Красного Знамени (21.07.1966), «Знак Почёта» (16.11.1942), медали «За отвагу» (06.11.1947) и других медалей.

## Память
На территории Ереванского коньячного завода постановлением правительства Армянской ССР в 1975 году был установлен памятник Маркару Седракяну.
К 100-летию Маркара Седракяна в 2007 году была выпущена армянская почтовая марка.